# Panhtwar

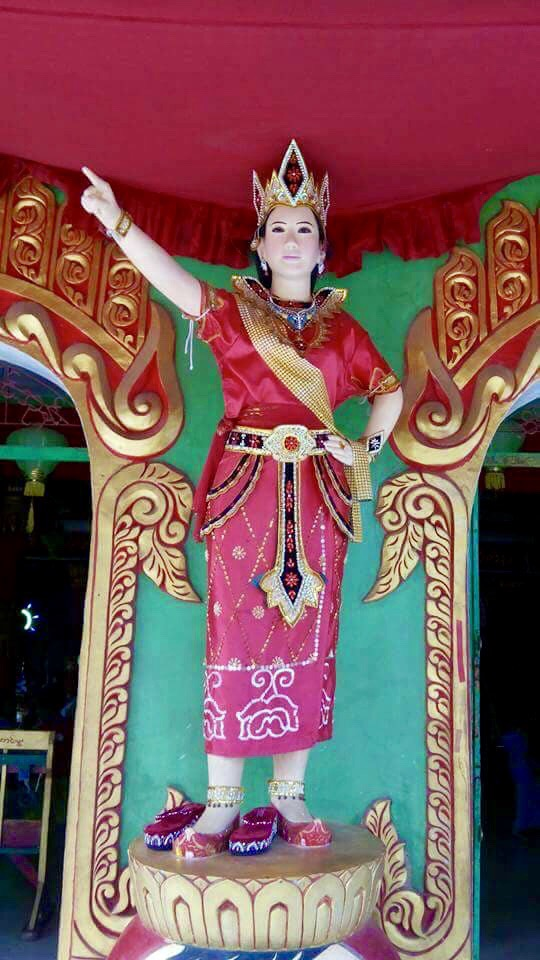
Panhtwar

Panhtwar var en legendarisk drottning i Myanmar (Burma). Enligt legenden var hon riksgrundare och regerande drottning av stadsstaten Beikthano, en av Puy-statstaderna i det senare Burma. Tiden hon regerat har sagts vara alt från 200 f.Kr. till 700 e. Kr. Hon beskrivs som en berömd krigare.  Hon dyrkas som lokal skogs- och skyddsgudinna i Beikthano.